# Výří skály u Oslova
Přírodní rezervace Výří skály u Oslova leží severozápadně od obce Tukleky v okrese Písek, přibližně dva kilometry jihozápadně od Oslova. Důvodem ochrany jsou skalnaté ostrohy s reliktním borem, nacházející se na pravém břehu řeky Otavy, respektive v části již spadající pod Orlickou přehradu. Svůj název získala díky zdejšímu hnízdění největší sovy obývající Česko – výra velkého. Ze stejného důvodu je také lokalita součástí ptačí oblasti Údolí Otavy a Vltavy. Kromě již zmíněné sovy se v oblasti vyskytuje ještě několik dalších zvláště chráněných druhů rostlin a živočichů.
Přírodní rezervace je dostupná z obce Tukleky po zeleně značené turistické cestě, která taktéž vede k nedaleké přírodní rezervaci Krkavčina. Na protějším břehu Otavy je také možné navštívit další přírodní rezervaci Dědovické stráně. Právě atraktivní výhled na řeku Otavu a snadná dostupnost lákají turisty a vodáky, kteří však někdy způsobují nadměrné zatěžování lokality sešlapem půdy, odhazováním odpadků a nelegálním tábořením.

## Historie
Předpokládá se, že oblast rezervace byla před svým vyhlášením příležitostně využívána k těžbě dřeva. Vytěžené dřevo bylo následně plaveno po řece Otavě. O tomto svědčí do současnosti zachovaná skladba lesa a zároveň i uměle vysazené stromy druhu smrk ztepilý (Picea abies).
Lokalita o výměře 8,1214 ha byla vyhlášena za přírodní rezervaci 1. února 1986 dle vyhlášky o chráněných přírodních výtvorech v okresu Písek ze dne 4. prosince 1985, vydané Okresním národním výborem v Písku. Důvodem vyhlášení byla snaha chránit „pozůstatky zachovalého reliktního boru na pravém břehu řeky Otavy, kde se vyskytovaly chráněné druhy rostlin a živočichů“.

## Přírodní poměry
Chráněné území se nachází v Jihočeském kraji, v okresu Písek, přibližně 1,5 kilometru severozápadně od obce Tukleky, v ostrém ohybu řeky Otavy. Rezervace je součástí ptačí oblasti Údolí Otavy a Vltavy. Okolo rezervace je dle § 37 zákona č. 114/1992 Sb. zřízeno ochranné pásmo o šířce 50 metrů. Na druhém břehu řeky Otavy, přímo naproti Výřím skalám, se nachází další zvláště chráněné území, a to přírodní rezervace Dědovické stráně.

### Geologie, geomorfologie a půdy

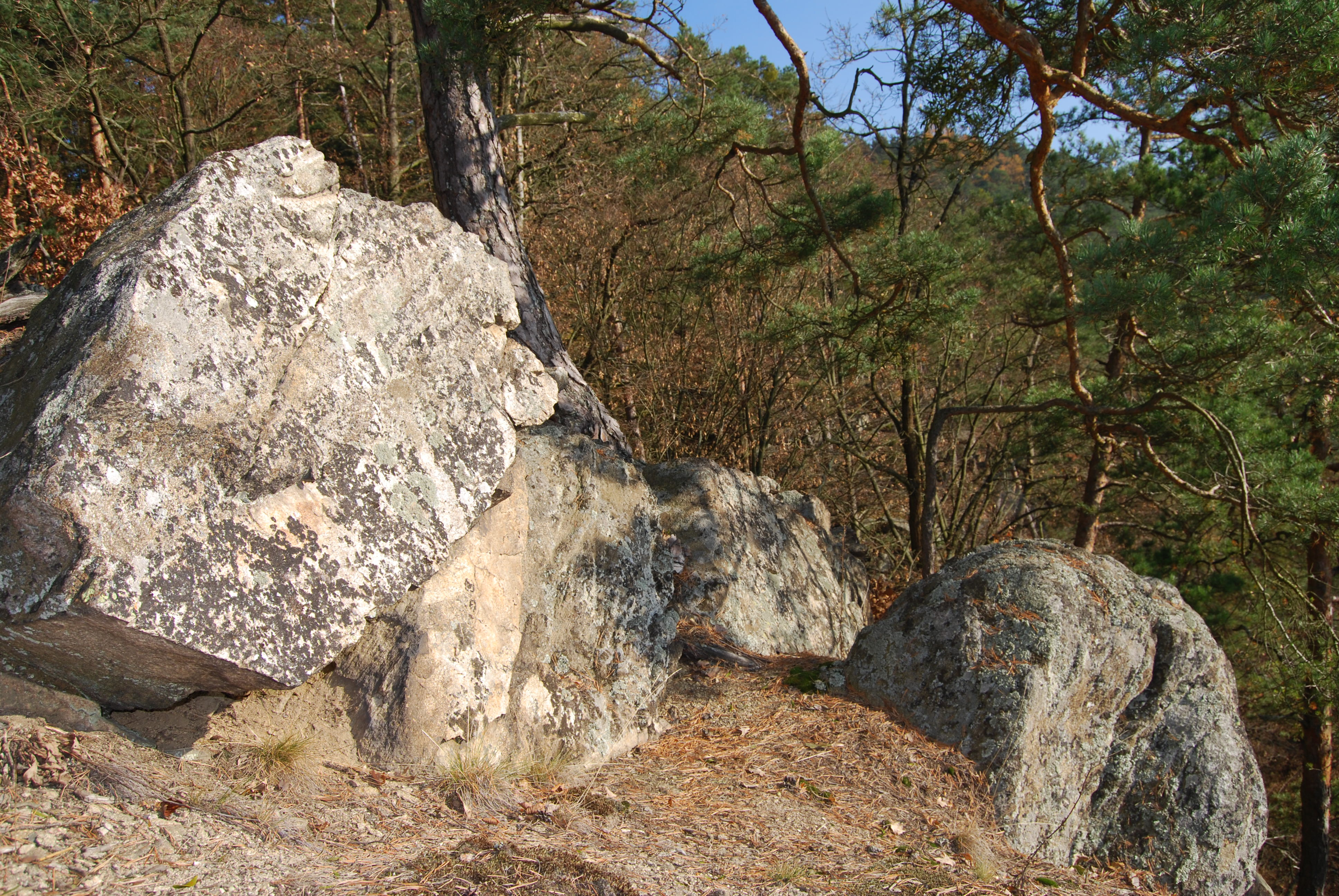
Detail na obnažený skalní výchoz

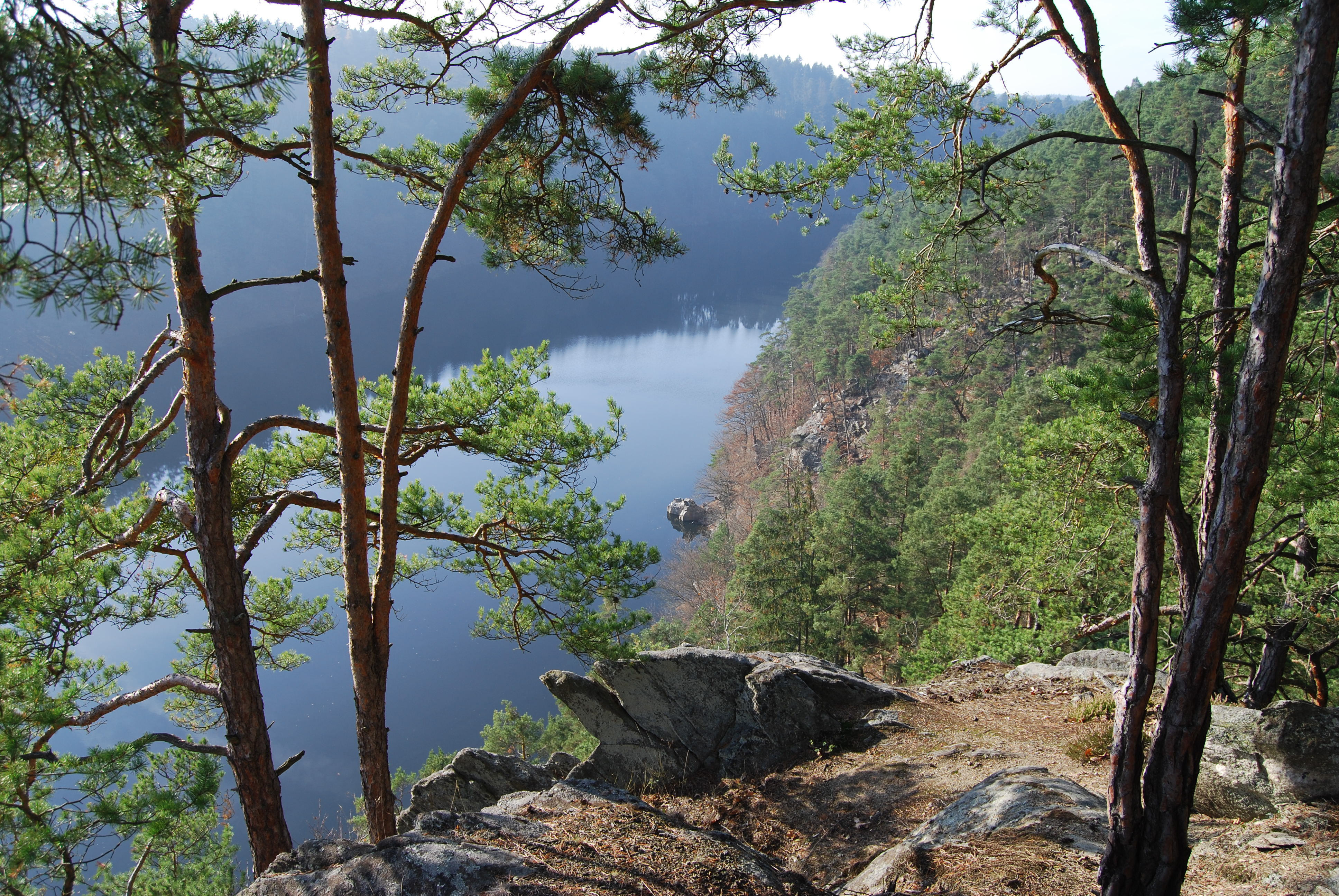
Oblast přírodní rezervace tvoří čnějící skaliska nad řekou Otavou

Geologické podloží je tvořeno usměrněným amfibol-biotitickým a biotitickým granodioritem červenského typu. V severní a východní části se nacházejí kataklastické biotitické a dvojslídné žuly.
Geomorfologicky je přírodní rezervace součástí Česko-moravské subprovincie, konkrétně Táborské pahorkatiny a jejího podcelku Písecká pahorkatina, v jehož rámci spadá pod geomorfologický okrsek Zvíkovská pahorkatina. V oblasti přírodní rezervace jsou v této části řeky Otavy na pravém břehu výrazné strmé skalní stěny, vystupující od vodní hladiny desítky metrů vysoko. Skaliska jsou v některých místech od sebe oddělena příčnými roklemi. Území rezervace je v nadmořské výšce 360–430 m. Nejvyšší bod území leží v jeho nejvýchodnější části, oproti tomu nejnižší místo je tvořeno hladinou řeky Otavy při západní hranici území.
Na zdejším skalním podloží, které místy vystupuje v podobě skalisek k povrchu, se vyskytuje půdní typ ranker  kambický, avšak v některých oblastech se vyvinuly hlubší půdy jako kambizem modální.

### Hydrologie a podnebí
Z hydrologického hlediska je celá oblast odvodňována řekou Otavou, která v této části toku již tvoří přehradní nádrž Orlík. V rámci přehrady dochází k soutoku Otavy s Vltavou a ta později do Labe. Oblast tedy spadá do úmoří Severního moře.
Dle Quittovy klimatické klasifikace se území řadí do mírně teplé oblasti MT 11, pro kterou je charakteristické dlouhé, teplé a suché léto, a zároveň krátká, mírně teplá a velmi suchá zima. V průměru zde spadne okolo 600 mm srážek za rok.

### Flóra

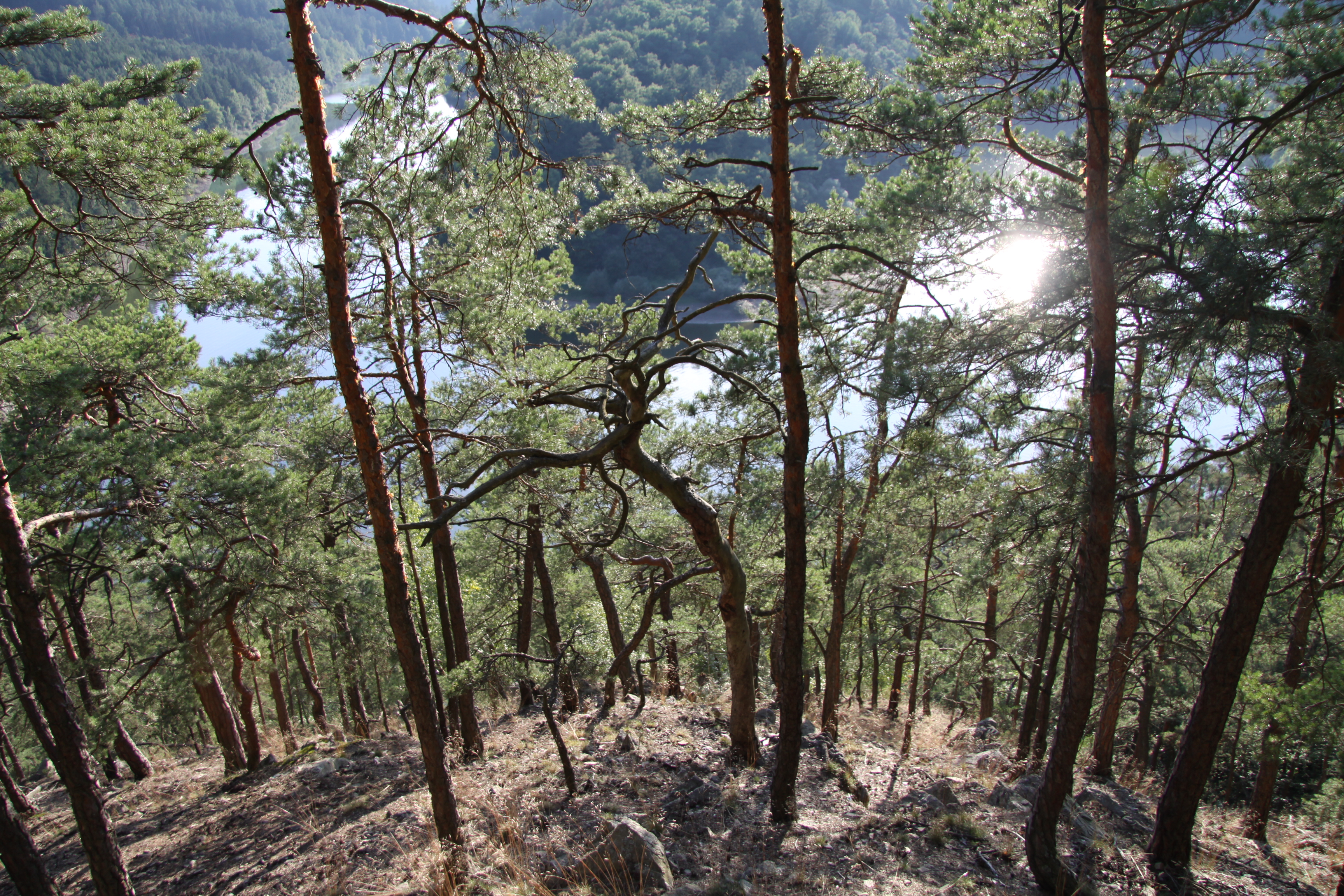
Borový les dosahuje průměrného věku 160 let a časté jsou zkroucené kmeny stromů

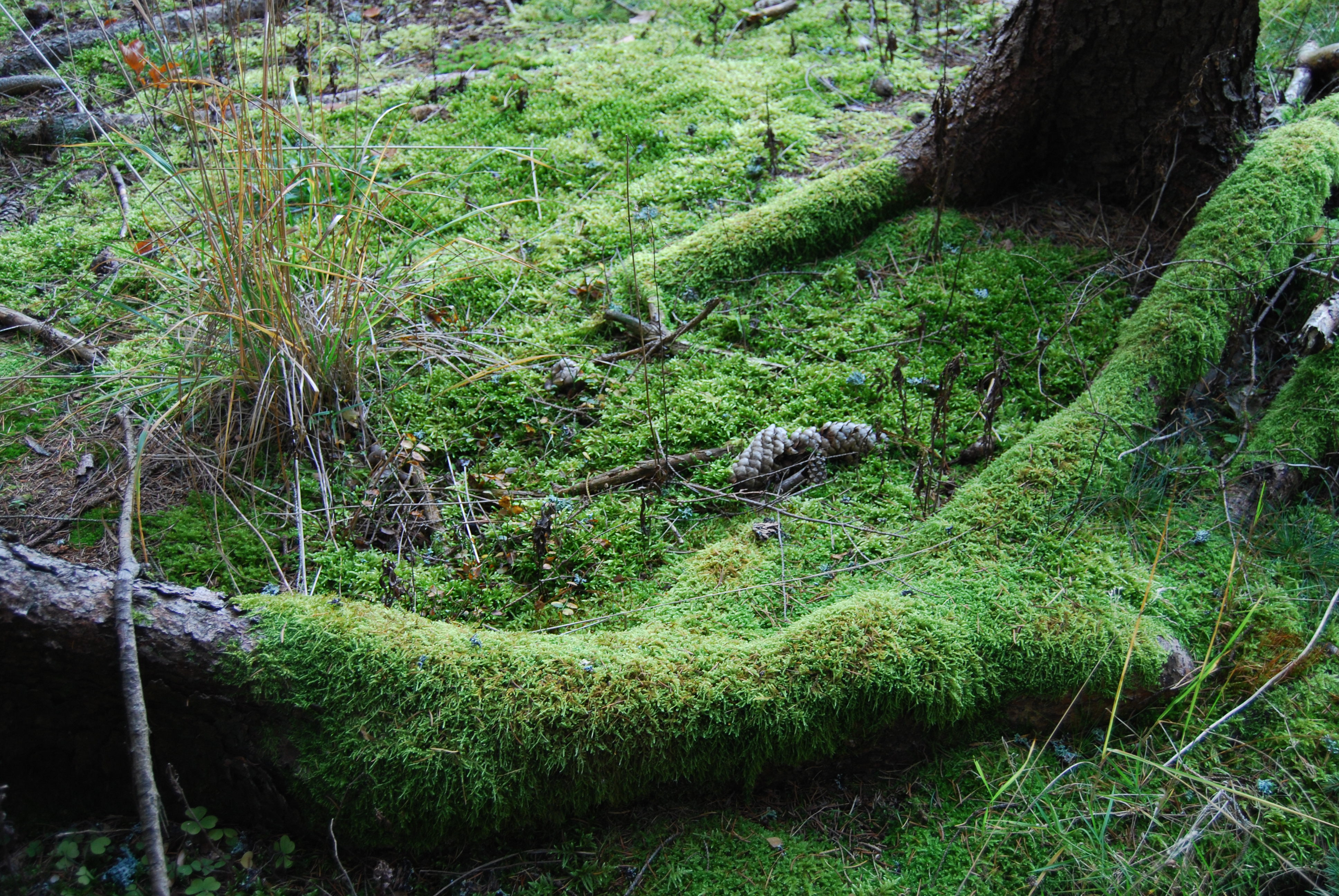
Ve vlhčích partiích rezervace se daří mechům

Oblast rezervace je tvořena z 7,0565 ha lesy, zbylých 1,0649 ha tvoří vodní plocha, konkrétně část přehradní nádrže Orlík. Z lesních porostů připadá 65 % na acidofilní doubravu (Querceta humilia superiora) a zbylých 35 % na společenstvo reliktního boru (Pinetum relictum). V doubravě převládá borovice lesní (Pinus sylvestris) a v mladším porostu pak uměle vysazený smrk ztepilý (Picea abies). Vtroušeni jsou taktéž zástupci dubu zimního (Quercus petraea), břízy bělokoré (Betula pendula), lípy malolisté (Tilia cordata) a jedle.
V případě reliktního boru tvoří skladbu dřevin původní starý porost borovice lesní, který prorůstá smrk ztepilý. Tento porost je charakteristický převážně v místech skal a skalnatých srázů nad řekou Otavou. V místech, kde se nachází hlubší půdy, rostou taktéž zástupci dubu zimního, břízy bělokoré, lípy malolisté, habru obecného (Carpinus betulus) či jeřábu ptačího (Sorbus aucuparia). Keřové patro v reliktním boru tvoří převážně líska obecná (Corylus avellana) a zimolez obecný (Lonicera xylostemum), nicméně na lokalitě rostou taktéž zástupci druhu řešetlák počistivý (Rhamnus catharticus) a jalovec obecný (Juniperus communis). U borovice lesní existuje značná věková různorodost; nejstarší jedinci jsou přibližně 200 let staří, průměrný věk se pohybuje kolem 160 let. Oproti tomu v jihozápadní části se nachází nepůvodní mladší porost o stáří 60 až 70 let, který je tvořen převážně smrkem ztepilým. V této části se provádí běžné lesnické zásahy ve snaze omezit výskyt nepůvodního smrku.
V bylinném patře roste například zimostrázek nízký (Polygaloides chamaebuxus) na horní hraně prudkých svahů, tařice skalní (Aurinia saxatilis) na skalách, bika hajní (Luzula luzuloides), čilimníkovec černající (Lembotropis nigricans), česnek šerý (Allium senescens), jestřábník bledý (Hieracium schmidtii), jetel alpínský (Trifolium alpestre), kociánek dvoudomý (Antennaria dioica), kručinka barvířská (Genista tinctoria), osladič obecný (Polypodium vulgare), řeřišničník písečný (Cardaminopsis arenosa), řimbaba chocholičnatá (Pyrethrum corymbosum), sleziník červený (Asplenium trichomanes), smolnička obecná (Viscaria vulgaris), tolita lékařská (Vincentoxicum hirundinaria), či válečka prapořitá (Brachypodium pinnatum).
Stromové a bylinné patro je však výrazně poškozováno spásáním spárkatou zvěří, což má za následek, že se na svazích dobře daří převážně mechům a lišejníkům. Konkrétně se zde nachází dutohlávky (Cladonia) a pukléřka islandská (Cetraria islandica), dále je zde možné najít druhy Hertelidea botryosa, Hypogymnia tubulosa, Lecanora saligna a Micarea denigrata. Na skalách pak rostou zástupci druhu Candelariella vitellina, Physcia dubia a Xanthoparmelia pulla.

### Fauna

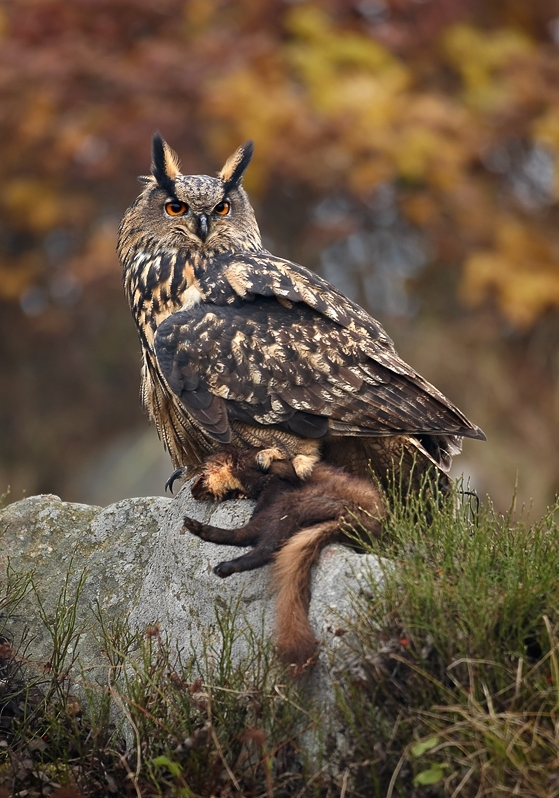
Ilustrační fotografie výra velkého s kořistí

Mezi zdejší popsané zástupce hmyzu se řadí například mravkolev běžný (Myrmeleon formicarius), dále kutilka písečná (Ammophila sabulosa) anebo hojně zastoupené saranče Tetrix bipunctata. Mezi pozorované představitele plazů patří ještěrka obecná (Lacerta agilis).
Z významných ptačích druhů se zde vyskytuje výr velký (Bubo bubo), na území Česka ohrožený druh, který ve střední části rezervace i hnízdí. Z dalších pozorovaných druhů jde například o datla černého (Dryocopus martinus), sýkoru uhelníčka (Parus ater), budníčka menšího (Phylloscopus collybita), budníčka většího (Phylloscopus trochilus), červenku obecnou (Erihacus rubecula), králíčka ohnivého (Regulus ignicapillus), káně lesní (Buteo buteo), strakapouda velkého (Dendrocopos major), rehka zahradního (Phoenicurus phoenicurus), sojku obecnou (Garrulus glandarius) či sýkoru modřinku (Parus caeruleus).
Ze savců se v lokalitě vyskytují jedinci kuny lesní (Martes martes), veverky obecné (Sciurus vulgaris), zajíce polního (Lepus europaeus) a srnce obecného (Capreolus capreolus). K devastaci porostů jak stromového, tak i bylinného patra přispívá nepůvodní muflon (Ovis musimon).

## Ochrana

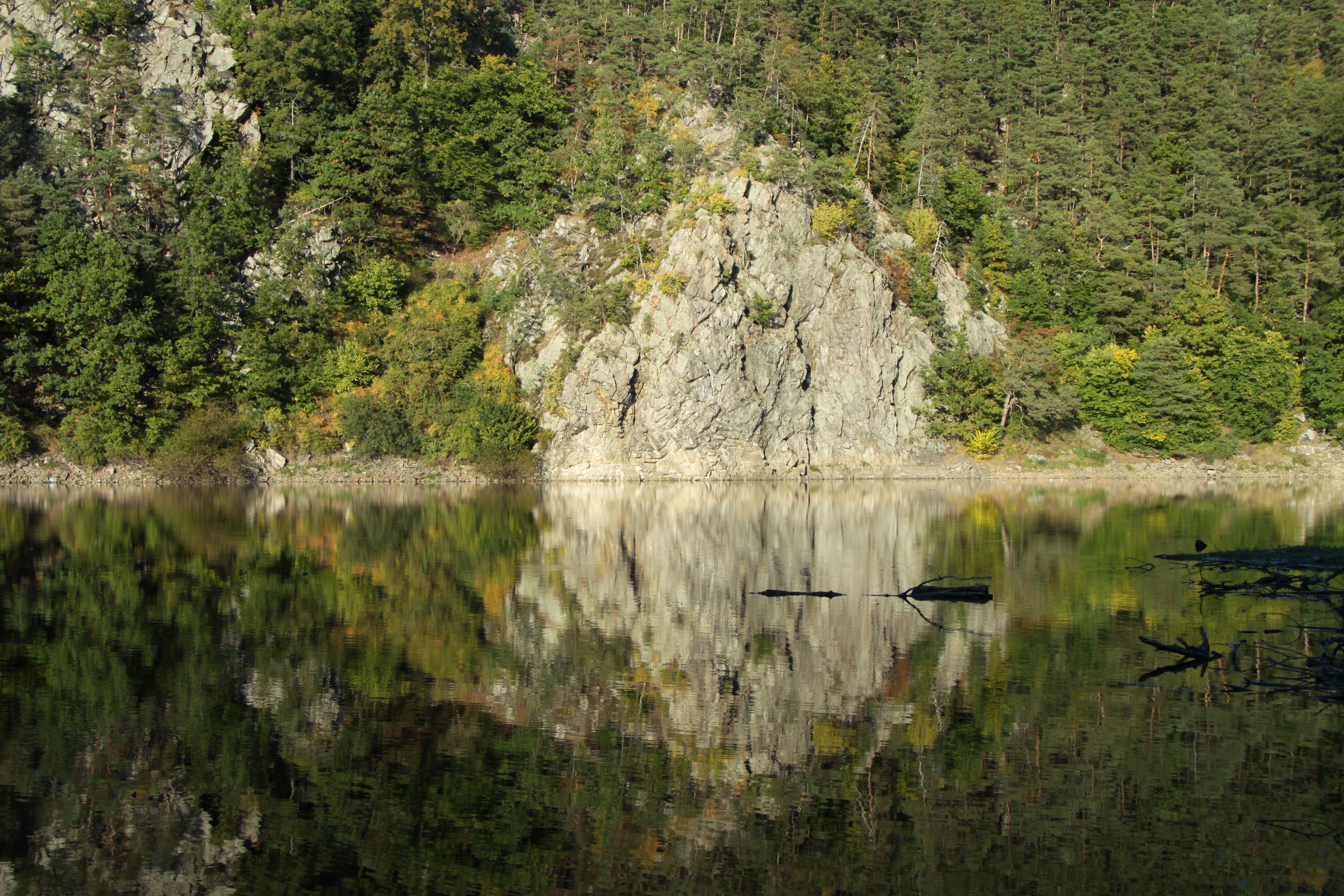
Pohled z protějšího břehu Otavy v oblasti Dědovické stráně na oblast rezervace

Snahou péče o chráněné území je dlouhodobě zachovat vhodný biotop pro výskyt výra velkého. To znamená podporovat současný druh porostu reliktního boru a acidofilních doubrav, a také se snažit o rozmělnění věkové stejnorodosti zdejšího porostu. V Plánu péče je taktéž zmíněno, že by z lokality měl být postupně odstraněn nepůvodní smrk ztepilý a nahrazen původními druhy dřevin. Podobně jako na jiných územích i zde přirozenému zmlazování lesního porostu škodí vysoké stavy lesní zvěře, spásající mladé stromky. Plán péče dále doporučuje neodklízet padlou organickou hmotu, ale ponechávat ji v lokalitě přirozenému rozpadu. Lesní pozemky spravuje Lesní hospodářský celek „Obecní lesy Oslov“.
Vysoká návštěvnost turistů se projevuje výrazným sešlapem půdy, ničením vegetace a odhozenými odpadky, na čemž se podílejí i rybáři a vodáci. Na území se také nelegálně táboří. Dle Plánu péče je potřeba tyto negativní vlivy na území rezervace eliminovat, a to za pomoci nahodilých kontrol.

## Turismus

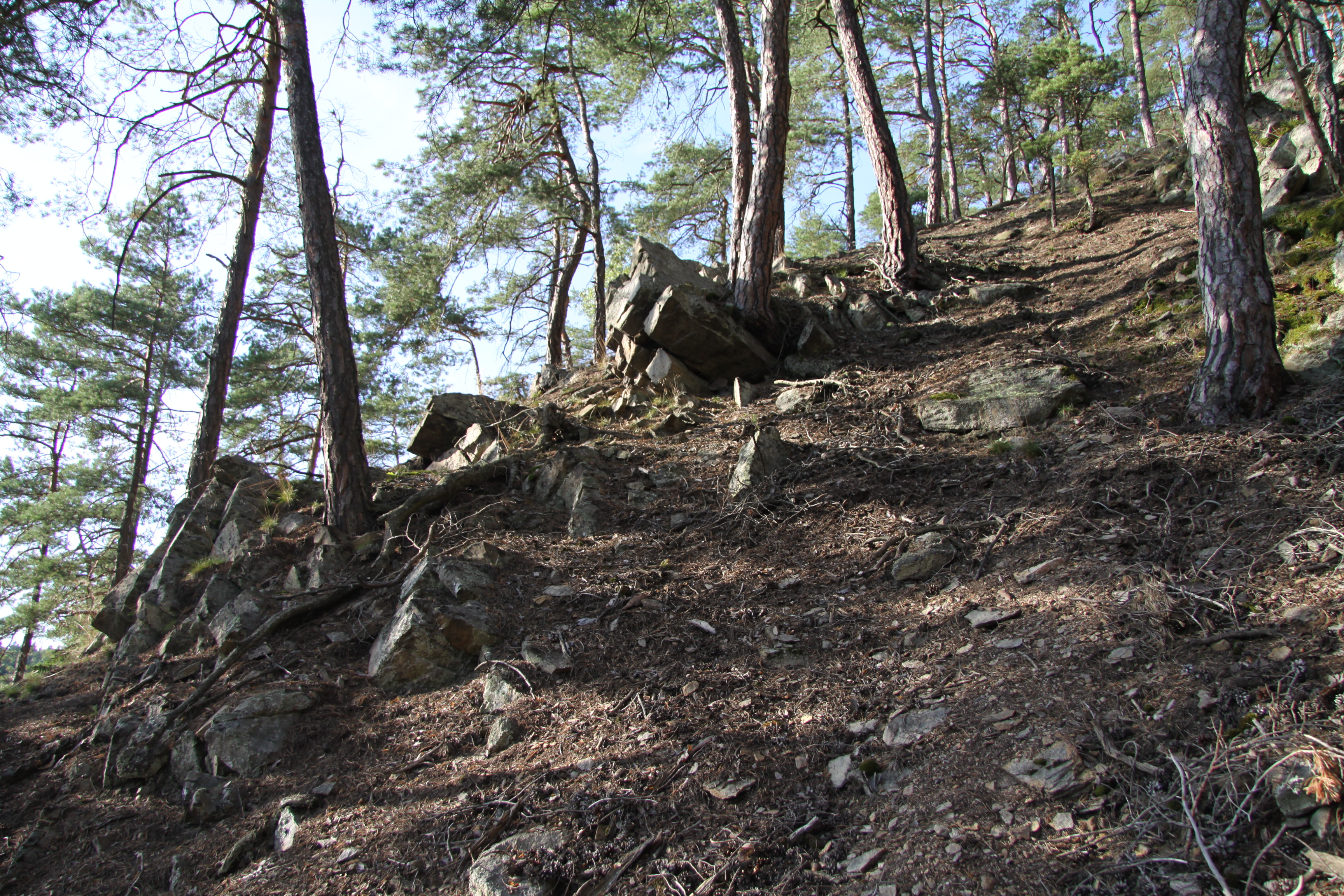
Průrvy ve skaliskách jsou pokryty sutí

Oblast je přístupná z obcí Tukleky a Svatá Anna neudržovanou polní cestou, jež tato místa spojuje. Po cestě je vedena zeleně značená turistická trasa z Písku na hrad Zvíkov. Rezervace je také přístupná při splavování řeky Otavy, kdy lze zakotvit u obnaženého skalnatého břehu. Na území rezervace jsou instalovány dvě informační tabule dostupné ze značené turistické trasy.